# 時計仕掛けの破壊神
『時計仕掛けの破壊神』（とけいじかけのはかいしん）はテーブルトークRPG(TRPG)『アルシャードff』のリプレイ作品。リプレイの執筆はゲームマスター（GM）でもある田中信二、イラストは石田ヒロユキが担当している。
『ゲーマーズ・フィールド』9th Season Vol.5（2005年8月）から同11th Season Vol.6（2007年10月）にかけて連載され（途中中断があり連載回数は全10回）、2008年11月にエンターブレインから単行本にまとめられた。4部構成で、セッション回数も4回分である。

## 概要
2005年にリリースされた『アルシャード』の第1.5版『アルシャードff』の初のリプレイであると共に、『アルシャード』シリーズ初のキャンペーンリプレイである。
掲載誌の『ゲーマーズ・フィールド』（GF）は、長く菊池たけしによる『セブン＝フォートレス』のキャンペーンリプレイ「砦シリーズ」を掲載していたが、「ラ・アルメイアの幻砦」の結末を受けてバージョンアップ（『セブン＝フォートレス V3』から『セブン＝フォートレス メビウス』へ）を行なうことになり、その間目玉記事たる「砦シリーズ」は2年10ヶ月に渡る中断を余儀なくされた。折しも『アルシャードff』がリリースされたことから、その紹介と、「砦シリーズ」中断期間をつなぐことを兼ねた短編リプレイとして始まり（第1部「救世主の目覚め」がこれに当たる。連載第2回は「幻砦」最終回と同時掲載されている）、その後長期連載が決まったという経緯がある。
真帝国内に暗躍する秘密結社と反真帝国勢力との戦いを軸にしたリプレイで、毎回のシナリオのボスに個性的な秘密兵器が登場する。通常の手段では倒せないそれをどのようにして倒すのかを探っていく展開が毎回行われ、本作の特徴的な部分となっている。

## あらすじ
反真帝国を掲げる空賊グラーフ・シュペー。ハンターギルド「ノルン」のウィンカスター支部長ナガセ・ミナからバルタザール要塞に「真帝国の秘密兵器」が隠されているという情報を入手した彼は、当然のごとくその基地を襲った。だがそこには兵器らしきものは何もなかった。腹を立てた彼はたまたまその基地にあった謎の大型カプセルを奪う。しかし、そのカプセルには一人の少年が眠り続けていた。カプセルの開放により目を覚ました彼は、戦闘技術と名前以外の全ての記憶を失っていた。彼はわけもわからないままグラーフと行動を共にする。
そして、その少年―エクスを取り戻すため次々と襲い掛かる帝国の刺客。エクスは過去に廃棄された「人造救世主計画」の候補者の一人だというのだ。エクスは自らを保護しにきたエクスカリバーの戦士サツキとアカデミーの賢者エリーに導かれ、グラーフとともに帝国軍の追っ手と対峙することになる。そして、エクスは自らの記憶を取り戻すため人造救世主計画の謎を追うことを決意する。ここに、世界の命運をかけたクエスターたちの冒険が始まった。

## 登場人物・用語

### プレイヤーキャラクター（PC）
プレイヤーによって操作するキャラクター。名前の横のカッコでPLと付けられて記述されているのはプレイヤー名である。キャラクタークラスについてスラッシュで複数書かれている場合はマルチクラスによりクラスを複数有していることを表す。キャラクタークラスの横のレベルは、矢印の左の数値はそのリプレイ開始時のもので、矢印の右はリプレイ終了時のものである。矢印の左の数値が0レベルになっているものはリプレイ開始時には習得しておらず、成長の結果習得したクラスである。キャラクターの初期の総合レベルは3。なお、キャンペーンを通してマルチクラスの取得は3つまでという制限が課されている。
エクス (PL - 大畑顕)
キャラクタークラス : ファイター (Lv.2→5) / ハンター (Lv.1) / パンツァーリッター (Lv.0→1)
シャードの加護 :《トール》《トール》《ティール》
真帝国のバルタザール要塞に安置されていたカプセルで眠り続けていた少年。名前と戦闘技術以外の記憶を失っている。グラーフによって目覚めさせられ、以降は彼と行動を共にしている。人造救世主計画に深く関わる存在で、計画に関わっていた者たちは彼を”背教者”のコードネームで呼んでいる。その中には彼の命を狙ってくる者もいる。
前衛系の戦士として高い戦闘能力を持ち、バスタードソードで戦う。その荒々しい戦闘スタイルとは裏腹に性格はいたって温厚。どちらかというと臆病ともいえ、他人（特にエリー）から怒られたりすると過剰に怖がる。
仲間のエリーとは互いに微妙に気になる関係同士。ただし、気弱な性格ゆえに基本的にはエリーに怒られてばかりである。
エクスの「記憶喪失」という設定は、「自分の存在意義に悩むキャラをやってみたい」という大畑の意向を受けて、第1部のプリプレイでGMの田中がシナリオハンドアウトにて示したものである。田中は単行本版のあとがきで「記憶喪失のキャラクターは魅力的だが実際のセッションでは運用が難しい。それでも大畑君の力を信用して、この設定を軸に第1部の物語を組み立てた」と振り返っている。
エリーゼ・マテリーズ (PL - 藤井忍)
キャラクタークラス : ホワイトメイジ (Lv.1→3) / ウィザード (Lv.1) / ヴァグランツ (Lv.1→3)
シャードの加護 :《イドゥン》《バルドル》《ブラギ》
卒業を間近に控えたアカデミーの学生。14歳。愛称は「エリー」。アカデミーから卒業試験代わりにサツキの冒険の手伝いをするようにと指示され、彼女と行動をともにし、エクスと出会う。
第1部でGMが公開したシナリオハンドアウトによって、エリーが幼少の頃に別れたアベルという幼馴染とエクスがそっくりであるという設定が提示された。記憶を失ったエクスの正体はその幼馴染なのではないかというのがキャンペーンを通じた大きな謎として設定されている。なお、エリーのおぼろげな記憶の中のアベルは「自分の理想の人物」としてうつっているため、今のエクスの気弱な姿にはイライラさせられることが多く、エクスに対してはきつくあたることがしばしば。このあたりをプレイヤーの藤井は「彼女のツンデレな性格をロールプレイで表現している」と述べている。
エリーゼ・サツキ・ソーンダイク (PL - たのあきら)
キャラクタークラス : ブラックマジシャン (Lv.2→3) / ウィザード (Lv.1)
シャードの加護 :《オーディン》《オーディン》《バルドル》
エリーと同じアカデミーの学生。14歳。愛称は「サツキ」。ファーストネームが同じこともあってかエリーとは親友同士。ブラックマジシャンであることと、いつも黒い服を着ているため「黒エリーゼ」とも呼ばれている（エリーはこれとは逆に、白を基調にした服を着たホワイトメイジである）。
エクスカリバーの戦士でもあり、バルタザール要塞に安置されていた「人造救世主計画」の遺産に奈落の気配を感じたエクスカリバーは、サツキにその遺産の奪取を依頼。しかし当の遺産であるエクスはすでにグラーフに奪われ覚醒させられた後であり、エクスを保護するため、真帝国軍の追撃の間隙を縫ってエリーと共に"虚無の翼"号にやってきた。エクス自身が自分の記憶を失ってることから観察を続けているが、もしも世界にとって危険になると判断した場合は処分することを指示されている。
エリーのことが大好きで、ただの友達同士という言葉では片付けられないほどに愛を注いでいる。
第2部で、ゲルダの行動に不審を抱き、同行を求める彼女をバルトロマイに残すが、皮肉にも「約束の地」でそのゲルダと敵として再会。ゲルダの放った光の矢からエリーをかばい、戦死する。サツキの死はその後のエリーのあり方に大きな影響を与えることにもなった。なお、この戦闘前に死亡フラグをいくつも立てているが、死んでしまったのはゲーム的結果である。
グラーフ・シュペー (PL - 菊池たけし)
キャラクタークラス : スカウト (Lv.1→3) / エージェント (Lv.1→3) / ブラックマジシャン (Lv.1)
シャードの加護 :《ヘイムダル》《エーギル》《オーディン》
元ゼネラル＝マテリアル（G=M）社のエージェントで、現在は独自に反真帝国活動を続けており、真帝国からは空賊として指名手配されている。"虚無の翼"と名づけられた飛空艇の船長である。ミラーシェードをしたクールな男だが、どこかヌケたところがある二枚目半。自分を人々を真帝国から解放する英雄とみなしているグラーフは、真帝国外の人々からさえも空賊として認識されていることには不満があるようだが、部下たちは自分たちを空賊団と思っているらしく、グラーフのことを「親分」「お頭」などと呼んでいる。彼はそのたびに「船長と呼べ！」と叱咤している。
バルタザール要塞に秘密兵器が隠されているという情報をミナから得て強襲し、エクスが入ったカプセルを奪った。これがエクスが覚醒するきっかけになる。
『悠久の地平』でPCとして登場して以降、いくつかのリプレイでNPCとして登場していたが、数年ぶりにPCとして復帰することになった。NPC時代は「最強の3レベル」ネタが定番であったが、第2部でついに4レベル以降への成長を果たす。
メイ・ソーンダイク (PL - たのあきら)
キャラクタークラス : エージェント (Lv.2) / ブラックマジシャン (Lv.2→4)
シャードの加護 :《オーディン》《オーディン》《エーギル》
戦死したサツキに代わる新戦力として、第3部から加わったPC。サツキの双子の妹。
14歳であるがG=M社のエージェントとして活躍しており、グラーフの元上司でもある。近頃世間を騒がしている謎の事件群の背後に「人造救世主計画」があることを知ったG=M社は、エクスを調査するために彼女を派遣。廃棄研究施設Z13でエクスと出会い、その流れでパーティーに加わることになった。
外見と性格はサツキとそっくり。サツキとは情報を取り合っていたためエリーのこともよく知っており、彼女へのこだわりもサツキと同様である。リプレイ中でもメイのロールプレイはサツキのそれとほぼ同様だが、一方で「数は強さ」「金は強さ」を座右の銘とし、エージェントらしくビジネスライクな一面も見せる。

### ノンプレイヤーキャラクター（NPC）
ゲームマスターが操作するキャラクター。

#### ”候補者“
「人造救世主計画」において選ばれた救世主候補たち。基本的に二つ名を持つ。設定上ではここに記された者以外にも候補者がいる。
”審判の巨人“ランベルツ
真帝国の青年士官で西方方面軍に所属している。ゾンバルト将軍の部下ではあるが、影で小馬鹿にしている。
バルタザール要塞を襲ったグラーフたちを追う任務の中で、候補者の中で最強だったエクスと決着をつけたいという思いに取り付かれ、マシーネン・メシアースを持ち出してエクスに戦いを挑む。第1部のボスである。
”予言の聖女“ゲルダ
アカデミーの女学生。第2部でアカデミーに一時的に保護されたエクスに対して熱い視線を送る少女。第2部はこれでエリーのツンデレ属性が刺激させてラブコメ展開となった。だがその行動がサツキに疑われ、「約束の地」に向うエクスたちに同行を求めるもサツキの拒否にあい、積層都市バルトロマイに残る。しかし単身先回りして「約束の地」に向かい、エクスたちの前に立ちはだかる。
実は第2部のボスであり、記憶を失う前のエクスを妄信している。第2部終盤では、自分の理想と違う形になったエクスに愛憎入り混じった狂気を向け、サツキの命を奪うが、それに激昂したエクスのパンツァーごとの体当たりを受け落命する。死の間際、候補者同士の戦いに仕組まれた秘密をエクスに明かした。
”天馬の騎士“ハーゲン
第2部に登場。残虐な空賊で、グラーフとは何度も対立している因縁浅からぬ男。
エクスの再起動をきっかけに、計画の遺産を全て自身の元に集めようと「約束の地」を目指し、エクスと対立する。戦闘時はパンツァー（装甲バイク）に載って戦う。
”黙示録の竜“アベル
エリーの幼馴染。エクスとそっくりであることから同一人物として疑われていた。第3部で候補者の一人として登場する。自らを「候補者」の中でもっとも優れた存在と自負している。
実はアベルとエクスはオリジナルとコピーの関係にあり、コピーの方は「オリジナルが候補者同士の争いで死んだときに精神を移植するために人工的に作られた予備の肉体」に過ぎない。アベルは自らこそがオリジナルであると主張し、"聖母"であるエリーをエクスから取り戻すために戦いを挑む。
”神界の守人“ヴェルナー
第4部で名前だけ出てきた候補者で、シナリオとシナリオの間の幕間でエクスに倒されていたという事実だけが語られた。なお、二つ名自体は第2部ですでに公開されており、そのときには”東方の賢人“なる二つ名も公開されていたが、こちらは候補者の名前さえ最後まで登場しなかった。

#### 人造救世主計画関係者
ゼーリック
候補者たちを養成していた「約束の地」の元研究者。計画に対して罪悪感を持つようになり、計画が凍結されたと同時に逃亡。積層都市バルトロマイの最下層のスラムに隠れ住んでいた。
第2部においてエクスたちは彼から情報を得るため接触を試みていたが、ハーゲンに先手を打たれてしまい殺されてしまう。
ルートヴィヒ・シュパイエル
真帝国軍の元中将。「人造救世主計画」の発起人であったが、計画が封印されたと同時に死亡したと思われていた。しかし実際は地下にもぐり秘密裏に計画をすすめていた。

#### その他
ミーニア
第1部のヒロイン。西方のナリブ村という小さな集落の村娘。村は真帝国軍に徴収されて基地が建造されている。彼女が村はずれでたまたま兵士たちに絡まれていたところをPCたちが救出。そのときにグラーフに一目ぼれしてしまう。これがきっかけでグラーフは恋愛ネタが苦手なことが発覚する。
実はシャードの保持者であり、そのためにランベルツに狙われていた。クエスターの能力を覚醒させていたなかったが、グラーフたちから横暴な真帝国軍に対して抵抗する勇気を教えられたことをきっかけに、クエスターとして覚醒した。
ナガセ・ミナ
ハンターギルド「ノルン」に属し、ウィンカスター支部長を務める若き女性フィクサー。ギルド所属のハンターたちに様々な仕事を斡旋するのが本業。
本作ではグラーフと旧知という設定で、彼にいくらかの情報を提供する。
ハワード・マッキンタイア
アカデミーの大教授の一人。教授職のほとんどをアルフなど長命の古代種族が占めているアカデミーにおいて、人間族出身の若い男性ということで非常に稀有な存在。
エリーの卒業試験の指導教官にあたる。政治的な中立を標榜するアカデミーにおいては珍しく、反真帝国的な感情を隠さない人物。人造救世主計画に関して危機感を抱き、エクスの保護を請負う。
”青の“シェルリィ
奈落から世界を守るために活動する秘密結社「エクスカリバー」の導師。巨人族とも神人とも呼ばれる古代種族アルフの女性。外見は幼児のように見えるが、人格は老成している。
本作ではサツキに対して指令を与える役目として登場する。
パトリック・ウォン
G=M社情報処理部長で、表向きは昼行灯な中間管理職だが、ミッドガルド西方でのG=M社の非合法活動を統括するエージェント・リーダーという裏の顔を持つ。
メイの上司でグラーフの元上司でもある。本作ではPCたちに物資面の援助などを行う。第4部終盤、G=M社の意思としてメイにエクス抹殺を命じるが、メイの巧みな説得により、彼女にエクスの扱いを一任するとともに、グラーフとの共闘を指示する。
ヘルムート・ゾンバルト
真帝国西部方面軍の司令官を務める将軍。真帝国軍の中でもかなりの地位にいるのだが、基本的に小物で無能。しかし保身の才能には優れていて現在の地位を保っている。大陸西方の戦況が膠着状態でいられているのは、彼が戦火を広げるよりも周辺諸国に睨みを聞かして賄賂で私腹を肥やすことを好んでいるからという背景がある。
部下には見下されているようで、野心的な部下に裏切られることもしばしばある。ただ、裏切った部下が奈落とつながりを持っていた大半の公式リプレイと異なり、本リプレイでのランベルツは奈落とのつながりを持たずに裏切った稀有な例となっている。
第1部では第103号基地「アルバヌス」に陣取り、グラーフ追撃の指揮を採っていた。ミーニアが救出された後グラーフの手によってアルバヌスが爆破された際に脱出。第2部では「約束の地」の浮上を受け、艦隊を率いてアラバスタ山に出動したが、ゲルダに手の内を読まれ、「約束の地」の防御システムによって艦隊を失ってしまう。第3部ではエリーの捕捉に成功するが、突如上空に出現した「黙示録の竜」に乗艦を撃墜されてしまう（この時、エリーを「人造救世主計画」と呼んでいたことから、シュパイエルの計画の概要もあらかた掴んでいたようだ）。第4部では名前のみの登場だが、艦隊再編の途中で復活した「黙示録の竜」から再度攻撃を受け大損害を受けたこと、ウィンカスターがこの戦いに巻き込まれたことが語られている（これが第4部オープニングで、グラーフがウィンカスターのミナと連絡が取れなかった原因であった）。
ナイン
ナリブ村に滞在していたプリムローズの連絡員の青年。特に名前などは設定されていなかったが、PCから名前を聞かれて「名前が無いからナイン」という酷いネーミングをGMによってなされてしまう。
ナリブ村の一件以来、グラーフたちと縁が出来、真帝国に関する情報をたびたび提供した。最終第4部のラストで、意外な姿を現す。

### 用語
人造救世主計画
奈落をはじめとした様々な危機に直面するミッドガルドにおいて、人類を導く「救世主」となり得る人物を人工的に作り出そうという計画。この計画は元来は真帝国がすすめていたものである。真帝国にとっては自らが世界を統一することこそ人類を救う唯一の手段としているため、求められる「救世主」とは世界征服をなせるだけのなんらかの実効力を発揮できる超人でなくてはならなかった。
計画では、マナを大量に投入した改造人間たちを互いに戦わせ、最後の勝利者となったものを救世主とするというものであった。ゆえに候補者たちは戦いあわねばならない宿命を持つ。
最終的には記憶を失う前のエクスの暴走をきっかけに真帝国は計画の凍結を宣言。この背景には、シュパイエルの計画が真帝国教会の神学的な視点から不敬にあたることが判明したこともあった。計画は真帝国の闇の歴史とされ、関係する施設、人物、記録は処分された。
しかし計画の上関係者たちの一部は真帝国の摘発を逃れ、秘密結社のような形で計画を独自に存続させていた。彼らは時間をかけて真帝国の要職に食い込み、真帝国の人材や物資をこの計画の実行のために私的に投じていた。封印されていたエクスが再起動したことをきっかけに、地下に潜っていた計画は再び動き出すことになった。
なお、マナを大量に投入して人工的な救世主を作り出そうとする計画は「天使派」と呼ばれる真帝国内の秘密結社でも行われていた。後のリプレイシリーズ『アルシャードトライデント』（緑谷明澄GMパート）はこのことについて扱った物語であるが、天使派と人造救世主計画の関連性は明らかではない。また、現皇帝グスタフ・ヨーゼフ2世は400年前に天使の計画によって生まれた「最初の人造救世主」だが、これについては人造救世主計画と深いつながりがある。
マシーネン・メシアース
人造救世主計画の候補者たちに用意される巨大な登場型メカ。候補者の資質にあわせて異なる性能を持ち、候補者の「二つ名」に近い機体名を持つ。救世主に与えられる機械の肉体であり、真帝国が崇める機械神デウス・エクス・マキナを模しているととることもできる。本作のタイトル「時計仕掛けの破壊神」もこのマシーネン・メシアースを意味していると思われる。
マシーネン・メシアースは過剰なまでのマナが内蔵された機体であり、それぞれの機体ごとに固有の特殊能力を持つ。本作では各話のクライマックス戦闘はかならずこのマシーネン・メシアースとの戦闘が行われている。なお、設定上ではPCたちが実際に戦った4体以外にもいくつも存在していることになっている。
裁きの巨人
ランベルツのマシーネン・メシアースで第1部のボス。人型の巨大ロボット。機体そのものに神性がこめられており、攻撃を受けるとそれに等しい呪いを相手に与える「神罰ドライブ」を搭載している。これはルール上では無限に《タケミカヅチ》を放つ能力として表現されている。
第1部の時点ではドライブを完全に動かすだけの効率のよいリアクターが機体に搭載できておらず、要塞内にしかけられた巨大なリアクターからエネルギーを供給していた（つまり、行動範囲が限られていた）。その弱点を知ったPCたちは先に要塞を襲いリアクターを破壊することで、神罰ドライブの起動を不完全なもの（加護の使用回数が有限）にし、この難敵を攻略した。
予言の聖女
ゲルダのマシーネン・メシアースで第2部のボス。翼ある蛇身の姿をした天使像。数瞬後の未来を予知し、最も適した行動をよることができるシステム「神曲」を搭載している。これはルール上では無限に《ヘイムダル》を放つ能力として表現されている。
「裁きの巨人」と同じく第2部の時点では単体で神曲を動かす機構が搭載できておらず、それ自体が巨大な演算装置である「約束の地」の内部でしか神曲は使えない。さらにサポートメカとして2体の天使像を常に脇に抱えており、それが「約束の地」の演算装置とのアクセスを実現している。PCたちはこのサポートメカを先に倒すことでこの難敵を攻略したが、サツキが戦死するという痛手も受けた。
黙示録の竜
アベルのマシーネン・メシアースで第3部のボス。機械仕掛けのドラゴンであり、あらゆる攻撃を無効化する光のバリア「絶対防衛圏（ジークフリード・レギオン）」を常に纏っている。また、その口からは灼熱の炎を吐き出すことができ、町のひとつくらいは瞬時に焼き払う。
「絶対防衛圏」は加護による攻撃さえも無効化する驚異的な力なのだが、それゆえに自らも「絶対防衛圏」の外への攻撃はできない。攻撃するときはバリアを開かなくてはならず、それが唯一の隙になる。
完全機械化救世主（ファルコンネン・マシーネン・メシアース）
エクスのために用意されていた究極のマシーネン・メシアースで第4部のボス。機械神デウス・エクス・マキナの醜悪な模倣品ともいえるものであり、周囲の機械を無尽蔵に取り込む進化を続ける機械生命体。同化能力こそがこのマシーネン・メシアースの最大の戦力であり、一度起動すると周囲の生命体のマナを吸い尽くし無尽蔵に強化されていく。救世主となって選ばれたものと同化することで真の完成となり、救世主は新しき機械神として地上に降臨することになる。
”約束の地“（ダス・ゲロープテ・ラント）
かつての人造救世主計画の本拠地であり、候補者たちを育成していた施設の名前。記憶を失う前のエクスはここで育ち、最終的には計画に反抗して仲間たちを救うために戦ったが、奮闘むなしく敗れてしまう。このエクスの反乱で「約束の地」は破壊され破棄された。
グロスヴァンド山脈の北方の霊峰アラバスタの断崖に隠されており、飛空艇でないと往来ができない。また、この施設自体が全長約10kmに及ぶ演算装置であり、自律航行可能な飛行要塞としての機能ももっている。
なお、この演算装置は、候補者の中で不適格者として処分された者たちの頭脳を使った生体コンピュータでもある。
”背教者“
計画がエクスに与えた二つ名。計画上層部はエクス以外の候補者たちに精神操作を施して、エクスに深い憎悪を抱くように仕向けた。それがこのコードネームにつながっているが、その真の意味は物語の最終局面で明かされることになる。
なお、エクスは自分に憎悪を向けるものを含めて全ての仲間たちを救うために「約束の地」を破壊したが、最終的には敗北し、エクス以外の仲間の多くは処分という形で殺されてしまった。しかしエクスだけは記憶を失う形で封印されるにとどまり、現在ではかつての仲間を救えなかったという罪を忘れて、新たな仲間たちと温かい日を謳歌している。リプレイ中でエクスと対峙する候補者たちは、このようなエクスのあり方を指して”背教者“と揶揄している。
積層都市バルトロマイ
積層都市については記事「ユグドラシル宇宙#真帝国」を参照。バルトロマイは真帝国領内において最も西に位置する積層都市で、西方諸国に睨みを効かしている。
本作の最終側面では、秘密結社的な地下活動をしていた計画関係者たちがついに表に現れ、全住民の命を救世主誕生の実験に使うためにバルトロマイを制圧した。この件は人造救世主計画が「現在の真帝国」という国体を守るつもりのものではないことを示している。
聖母
真帝国の次代皇帝を産むために「調整」されたクローン人間（エイリアス）のこと。詳細は「悠久の地平」を参照。
聖母は真帝国のトップシークレットであるため、基本的に真帝国領内の様々な施設で隔離されているが、『悠久の地平』でグラーフが聖母の一人を解放したように、真帝国諸機関の監視の目から逃れている聖母もいる。
本作においてはエリーがその「監視の目から逃れた聖母」の一人であるが、本人にその事実は教えられておらず、廃棄研究施設Z13でエクスとメイが発見した文書で発覚した。救世主たる皇帝を生み出すために体内に内包された膨大な聖母のマナは、人造救世主計画にとっては必須のものであるため、エリーは幼い頃から人造救世主計画によって監視されており、救世主候補のアベルと幼馴染であるという過去自体も計画が作り出した干渉の結果である。